# پل سیمونون
پل گوستاو سیمونون (به انگلیسی: Paul Gustave Simonon) موسیقی‌دان و هنرمند انگلیسی است که عمدتاً به عنوان نوازنده گیتار بیس گروه پانک راک کلش (به انگلیسی: The Clash) شناخته می‌شود. از جمله فعالیت‌های اخیر او می‌توان به مشارکت در پروژه‌هایی نظیر ابرگروه خوب، بد و ملکه در سال ۲۰۰۷ به همراه دیمن آلبارن، سیمون تانگ، تونی آلن و همینطور مشارکتش در یکی از آلبوم‌های گوریلاز به نام Plastic Beach در سال ۲۰۱۰ اشاره کرد که مایک جونز دیگر عضو قدیم گروه کلش هم در آن مشارکت داشت. او نویسنده یکی از ترانه‌های معروف گروه کلش به نام تفنگ‌های بریکستون است.
او در فیلم خانم‌ها و آقایان، لکه‌های شگفت‌انگیز بازی کرده‌است.

## زندگی‌نامه
او در کرایدون، ساری انگلستان به دنیا آمد. پدر او، گوستاو، یک کارمند خدمات اجتماعی بود و مادرش الینا، کتابدار بود. او در بریکستون قسمت جنوبی لندن بزرگ شد و حدود یک سال را در سیه‌نا ایتالیا، به همراه مادر و ناپدری‌اش گذراند. قبل از وارد شدن به گروه کلش، تصمیم داشت یک بازیگر شود و در مدرسه هنر بیام شاو به تحصیل پرداخت و سپس در Campden St, Kensington مستقر شد. در سال ۱۹۷۶ گیتاریست گروه کلش، مایک جونز به او پیشنهاد پیوستن به گروه کلش را داد و تصمیم داشت به سیمونون گیتار را بیاموزد. با این حال، آموختن گیتار برای سیمونون سخت بود و جونز تصمیم گرفت در عوض به او بیس را آموزش دهد. سیمونون در همان اولین روزهای گروه کلش، بخش‌های بیس که به او مربوط می‌شد را از جونز به صورت طوطی‌وارانه یاد گرفت و اولین باری که گروه شروع به ضبط کرد هنوز نواختن باس را بلد نبود. بر روی جلد آلبوم لندن می‌خواند، تصویری از پل سیمون در حال خرد کردن گیتاریش چاپ شده‌است که توسط پنی اسمیت گرفته شده‌است. امروزه این تصویر به یکی از تصاویر نمادین دوره پانک راک تبدیل شده‌است.